# مائورو سمپرینی
مائورو سمپرینی (انگلیسی: Mauro Semprini؛ زادهٔ ۱۵ آوریل ۱۹۹۸) بازیکن فوتبال اهل ایتالیا است.